# Malaio (galinha)

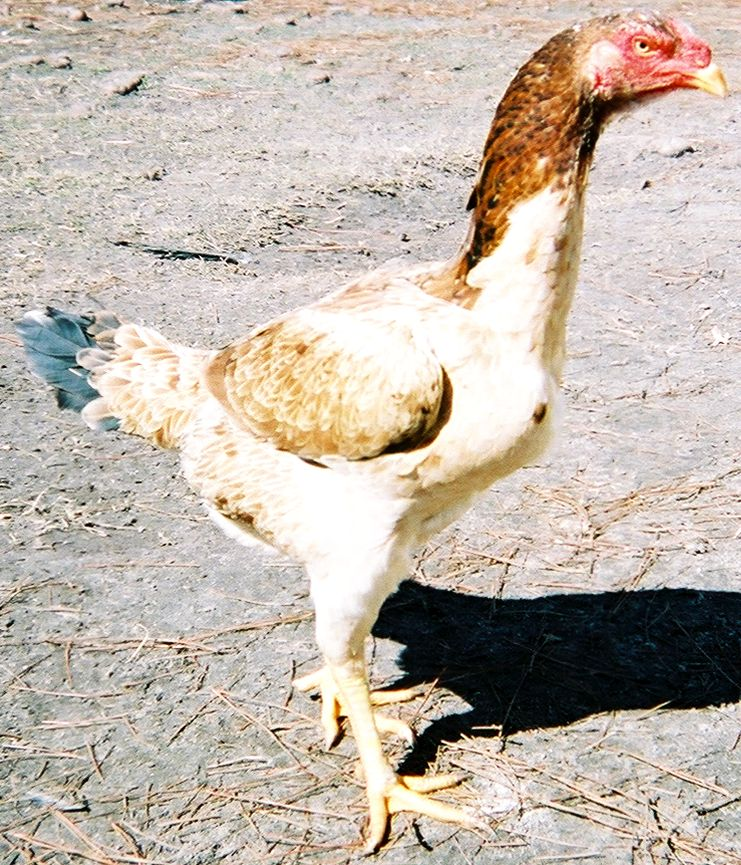
Um galinha malaia.

O Malaio é uma raça de galinha originária da Ásia, muito provavelmente no norte do Paquistão (anteriormente parte da Índia). Estas aves são primas da Asil. Não se sabe por que foram chamadas de "Malaio", mas talvez por causa de um erro da antiga Companhia das Índias Orientais, quando introduziram essa nova raça exótica por volta de 1570 [carece de fontes?]. Na Ásia, a galinha malaia é geralmente encontrada apenas em áreas rurais e aldeias. É por vezes referida como "kampung" (kampung significa "aldeia" em malaio). Na região de Bornéu, Sabah, Sarawak e Brunei, a galinha malaia é conhecida como Sigun. No noroeste do Paquistão estes são chamados de Sadalay significando grande dóceis ou gigantes amáveis. Os malaios possuem uma postura ereta, um corpo bem musculoso e um crânio grande, com uma expressão cruel. A espécie é frequentemente usada em briga de galos, e mesmo com a vinda do Islã, ainda continuou em certas partes.

## Ligações Externas
- Malaio: Caracterísicas e Fotos